# El Cuervo de Sevilla
El Cuervo de Sevilla és una localitat de la província de Sevilla, Andalusia, Espanya. L'any 2005 tenia 8.130 habitants. La seva extensió superficial és de 31 km² i té una densitat de 262,3 hab/km². Les seves coordenades geogràfiques són 36° 51′ N, 6° 20′ O. Està situada a una altitud de 63 metres i a 83 kilòmetres de la capital de la província, Sevilla. S'ubica just en el límit fronterer amb la província de Cadis.

## Demografia
| 1996  | 1998  | 1999  | 2000  | 2001  | 2002 | 2003  | 2004  | 2005  | 2007  |
| ----- | ----- | ----- | ----- | ----- | ---- | ----- | ----- | ----- | ----- |
| 7.588 | 7.625 | 7.717 | 7.743 | 7.713 | 7530 | 7.801 | 7.918 | 7.545 | 8.410 |